# مادلين أولبرايت
مادلين كوربل أولبرايت (بالإنجليزية: Madeleine Albright)‏ (ولدت ماري آنا كوربولوفا. في 15 مايو 1938 - 23 مارس 2022) هي دبلوماسية وسياسية أمريكية تنتمي إلى الحزب الديمقراطي. شغلت منصب وزيرة خارجية كانت أول امرأة تتسلم منصب وزير الخارجية في الولايات المتحدة الأمريكية بعد أن سماها الرئيس بيل كلينتون في 5 ديسمبر 1996 لهذا المنصب لتكون وزير خارجية فترته الرئاسية الثانية، وتسلمت المنصب في 23 يناير 1997 لتصبح وزير الخارجية الرابع والستين للولايات المتحدة، وظلت في منصبها حتى 20 يناير 2001.
ولدت في مدينة براغ عاصمة جمهورية تشيكوسلوفاكيا في ذلك الوقت (الآن جمهورية التشيك)، نشأت على المذهب الروماني الكاثوليكي في المسيحية حيث كان والداها يهوديا الأصل إلا أنهما تحولا إلى المسيحية الكاثوليكية وتحولت لاحقا إلى الكنيسة الأسقفية البروتستانتية، لديها شقيق وهو اقتصادي اسمه «جون». تخرجت من «كينت دينفر سكوول» في عام 1955. حصلت على الشهادة الجامعية مع مرتبة الشرف من كلية «ويلزلي كوليدج» في مجال العلوم السياسية.
قبل منصب الخارجية الأمريكية شغلت منصب مندوب الولايات المتحدة الأمريكية الدائم في الأمم المتحدة بدءا من 27 يناير 1993 وحتى 21 يناير 1997.

## حياتها
كان والدها جوزيف كوربل دبلوماسياً تشيكوسلوفاكِيّاً، ثم أستاذا في العلوم السياسية بجامعة دنفر في الولايات المتحدة. في عام 1939 وقبل غزو النازيين هربت العائلة إلى لندن، لكنها عادت بعد انتهاء الحرب العالمية الثانية إلى براغ. قضت ماري يانا جزءًا من طفولتها في بلغراد حين كان والدها يعمل للسفارة التشيكوسلوفاكية. في عام 1948 وبعد الانقلاب الشيوعي ذهبت عائلة كوربولوفا من جديد إلى المنفى ولكن هذه المرة باتجاه الولايات المتحدة الأمريكية. درست مادلين العلوم السياسية والقانون في كلية وليسلي، والعلوم الدولية في جامعة كولومبيا وتخرجت عام 1976.
كانت مادلين منذ عام 1959 إلى غاية طلاقها عام 1982 متزوجة بالصحفي جوزيف ميديل باترسون ولهما ثلاث بنات. تتحدث مادلين أولبرايت إلى جانب اللغة الإنجليزية والتشيكية والفرنسية أيضا بشكل كامل، كما أنها تستطيع أن تفهم بشكل جيد الروسية والبولندية والصربية.
كانت مادلين من مؤيدي هيلاري كلينتون زوجة الرئيس الأمريكي السابق بيل كلينتون لترشيح نفسها في انتخابات الرئاسة الأمريكية في 2008.
عندما سئلت عن وفاة أكثر من نصف مليون طفل من جراء الحصار الاقتصادي على العراق قالت أنه ثمن مناسب للحصار.

## وفاتها
توفيت أولبرايت بمرض السرطان في واشنطن في 23 مارس 2022 عن عمر يناهز 84 عامًا. أشاد بها العديد من الشخصيات السياسية من ضمنهم الرؤساء بيل كلينتون وجورج دبليو بوش وباراك أوباما وجو بايدن ورئيس الوزراء البريطاني السابق توني بلير.

## وصلات خارجية
- مادلين أولبرايت على موقع IMDb (الإنجليزية)
- مادلين أولبرايت على موقع ميتاكريتيك (الإنجليزية)
- مادلين أولبرايت على موقع الموسوعة البريطانية (الإنجليزية)
- مادلين أولبرايت على موقع روتن توميتوز (الإنجليزية)
- مادلين أولبرايت على موقع مونزينجر (الألمانية)
- مادلين أولبرايت على موقع ألو سيني (الفرنسية)
- مادلين أولبرايت على موقع ميوزك برينز (الإنجليزية)
- مادلين أولبرايت على موقع تيرنر كلاسيك موفيز (الإنجليزية)
- مادلين أولبرايت على موقع أول موفي (الإنجليزية)
- مادلين أولبرايت على موقع إن إن دي بي (الإنجليزية)

| سبقه وارن كريستوفر | وزيرة خارجية الولايات المتحدة 1997-2001 | تبعه كولن باول |